# Айтматов, Ильгиз Торекулович
Ильгиз Торокулович Айтматов (8 февраля 1931, Фрунзе, Киргизская АССР, СССР — 27 августа 2024, Бишкек) — советский и киргизский учёный, доктор технических наук (1985), профессор (1991), академик НАН Кыргызстана (1989). Член Международной инженерной академии и ряда других академий. Лауреат Государственных премий СССР (1989) и Киргизской ССР в области науки и техники. Президент Национальной академии наук Киргизии (1990—1993) и директор Института физики и механики горных пород НАН Киргизии, с 2005 года — советник дирекции этого института. Почётный гражданин Бишкека. Заслуженный деятель науки Кыргызской Республики (1991).

## Биография
Ильгиз Айтматов родился 8 февраля 1931 года в городе Фрунзе в семье общественных деятелей Торекула и Нагимы Айтматовых, младший брат писателя Чингиза Айтматова. Во время войны, учась в школе, Ильгиз работал почтальоном. В 15 лет по представлению общего собрания колхоза «Джийде» он был награжден медалью «За доблестный труд в Великой Отечественной войне 1941—1945 гг.».
В 1954 году окончил факультет техники разведки Московского геологоразведочного института имени Орджоникидзе, в 1954—1957 годах работал старшим буровым мастером, прорабом, инженером по технике безопасности, начальником службы противолавинного надзора в геологоразведочных партиях Управления геологии Киргизской ССР и Каменской экспедиции. В 1957—1960 годах учился в аспирантуре Института горного дела АН СССР. В 1960 году Ильгиз Айтматов приступил к работе в Институте физики и механики горных пород, где работал младшим научным сотрудником, заведующим лабораторией, заместителем директора, директором института. Избирался академиком-секретарём отделения физико-технических, математических и горно-геологических наук АН Киргизии.
Сфера научных интересов — геомеханика породных массивов. Во второй половине 60-х Айтматов уделял особое внимание проблемам механики скальных пород при разработке рудных месторождений и строительстве гидротехнических сооружений в горных массивах. Он стал родоначальником и разработал отельное направление современной механики горных пород — геомеханику массивов пород горно-складчатых, сейсмо- и тектонически-активных областей.
В этом направлении он добился своих наиболее значимых научных результатов, описанных в его работах. Айтматов опубликовал свыше 218 научных трудов, в том числе семь монографий. Запатентовал 15 изобретений. Айтматов вместе со своим учеником, доктором технических наук Тажибаевым К. Т., описал явление скачкообразного освобождения остаточных напряжений в горных породах. В 1998 году Международная ассоциация авторов научных открытий и Российская академия естественных наук признали это явление научным открытием. На этой основе Айтматов организовал и осуществил исследования в сфере проблем оценки и прогноза очагов горных ударов и наведённых землетрясений, формирующихся в горных местностях под влиянием техногенных процессов (рудники, шахты, водохранилища и прочие).
После назначения директором Института физики и механики горных пород Айтматов сделал важный вклад в научное обеспечение разработки месторождений полезных ископаемых и рациональное освоение минеральных ресурсов Киргизии, развитию теории проектирования шахт и карьеров государства. Тематика научных исследований института под руководством Айтматова была непосредственно связана с потребностями производства. Институт исследовал такие крупные инфраструктурные объекты, как Хайдарканский ртутный и Кадамджайский сурьмяной комбинаты, Токтогульская ГЭС, Алмалыкский горно-металлургический комбинат (Узбекистан), Балхашский медный и Текелийский полиметаллический комбинаты (Казахстан).
Избирался депутатом Верховного Совета Киргизской ССР XII (последнего) созыва, членом Президентского совета Киргизии (1990—1991).
Международным биографическим центром имя Айтматова внесено в список выдающихся людей XX века.
В 2003 году награждён орденом «Манас» III степени.
Скончался 27 августа 2024 года на 94-м году жизни.

## Труды
- Тампонирование обводненных горных пород в шахтном строительстве. М., 1972;
- Современные проблемы механики скальных пород в гидро-энергетическом строительстве. М., 1985;
- Управление горным давлением на рудниках и шахтах Киргизии. Ф., 1979;
- Геомеханика рудных месторождений Средней Азии. Ф., 1987;
- Геомеханика оползнеопасных склонов. Б., 1999.

## Изобретения
- 1981 — Способ разработки мощных месторождений полезных ископаемых.
- 1991 — Способ предотвращения горно-тектонических ударов.
- 1991 — Способ прогноза горных ударов.
- 1992 — Способ определения направления осей главных напряжений в массиве горных пород.
- 1992 — Способ предотвращения горно-тектонических ударов.